# Córrego Ponte Queimada
O córrego Ponte Queimada é um dos cursos de água que compõem a bacia hidrográfica do córrego Cercadinho, localizada na região Oeste de Belo Horizonte, Minas Gerais.
O córrego nasce na Serra do Cachimbo, no bairro Olhos d'Água e atravessa o parque Aggeo Pio Sobrinho. Posteriormente, percorre os bairros Palmeiras, Marajó e Havaí até desaguar no córrego Cercadinho, tributário do ribeirão Arrudas.
Segundo estudos de vazão da Universidade Federal de Viçosa e do Instituto Mineiro de Gestão das Águas, o córrego deságua no córrego Cercadinho a uma vazão média calculada de 0,073 metros cúbicos por segundo. Os mesmos estudos indicam que a vazão mínima medida na foz é de aproximadamente 0,0048 metros cúbicos por segundo.
Os moradores dos bairros por onde passa o córrego tem enfrentado uma série de problemas causados pela falta de infraestrutura básica. Há descarte de esgoto in natura, o que provoca mau cheiro, proliferação de ratos e insetos. Outros problemas como inundações e dificuldades de circulação também são frequentes na região. A Companhia de Saneamento de Minas Gerais tem realizado obras na região para conter os problemas de falta de infraestrutura, como a implantação de equipamentos de contenção e a instalação de interceptores.